# فيكتور بلايس
فيكتور بلايس (بالفرنسية: Victor Place)‏ هو دبلوماسي فرنسي، ولد في 18 يوليو 1818 في Corbeil ‏ في فرنسا، وتوفي في 10 يناير 1875 في رومانيا.

## وصلات خارجية
- فيكتور بلايس على موقع الموسوعة البريطانية (الإنجليزية)